# Chiesa di Sant'Apollinare (Pisa)
La chiesa di Sant'Apollinare è un luogo di culto cattolico della città di Pisa, ubicato nel quartiere di Barbaricina.

## Storia
Attestata la prima volta nel 1173, fu resa dipendente dal Capitolo della Cattedrale nel 1188, per mezzo di una bolla di papa Clemente III. L'edificio attuale è stato progettato dall'ingegnere Stefano Piazzini e consacrato il 7 ottobre 1784, a due anni dalla demolizione della struttura precedente.
Leggenda popolare vuole che, nel punto ove sorge l'edificio attuale, molti secoli fa un certo Bartolomeo, forse eremita, forse frate o forse santo, guarisse miracolosamente i pescatori colpiti dalla peste.